# Evento di Tunguska
L'evento di Tunguska (in russo Тунгусский феномен?) è stata una esplosione avvenuta in una remota regione della Siberia la mattina del 30 giugno 1908 provocata dall'impatto di un meteoroide o da una cometa. L'esplosione, avvenuta a un'altitudine di 5–10 chilometri dalla superficie terrestre, abbatté decine di milioni di alberi e generò un bagliore visibile a 700 km circa di distanza.
È il più importante evento esplosivo naturale registrato nella storia recente in prossimità della Terra. La località prende il nome dal fiume Tunguska Pietrosa (in russo Подкаменная Тунгуска?), che scorre nella parte settentrionale del territorio di Krasnojarsk, nella Siberia centrale.

## L'avvenimento
Alle ore 7:14 locale, 0:14 T.U., del 30 giugno 1908 un evento catastrofico ebbe luogo nelle vicinanze del fiume Tunguska Pietrosa (Podkamennaja Tunguska), abbattendo 60-80 milioni di alberi su una superficie di 2.150 chilometri quadrati. Si stima che l'onda d'urto dell'esplosione avrebbe potuto essere paragonabile a un terremoto di grado 8 della scala Richter. Un'esplosione di questa portata è in grado di distruggere una grande area metropolitana.
Il rumore dell'esplosione fu udito a 1.000 chilometri di distanza. A 500 chilometri alcuni testimoni affermarono di avere udito un sordo scoppio e avere visto sollevarsi una nube di fumo all'orizzonte. A 65 chilometri il testimone Semen Semenov raccontò di aver visto in una prima fase il cielo spaccarsi in due e un grande fuoco coprire la foresta e in un secondo tempo notò che il cielo si era richiuso, udì un fragoroso boato e si sentì sollevare e spostare fino a qualche metro di distanza.
L'onda d'urto fece quasi deragliare alcuni convogli della ferrovia transiberiana a 600 km dal punto di impatto. Si ritiene, in base ai dati raccolti, che la potenza dell'esplosione sia stata compresa tra 10 e 15 megatoni (40-60 petajoule), equivalente a circa mille bombe di Hiroshima. Altri effetti si percepirono persino a Londra, dove, in quel frangente, pur essendo mezzanotte il cielo era talmente chiaro e illuminato da poter leggere un giornale senza l'aiuto della luce artificiale.

## La spedizione di Kulik

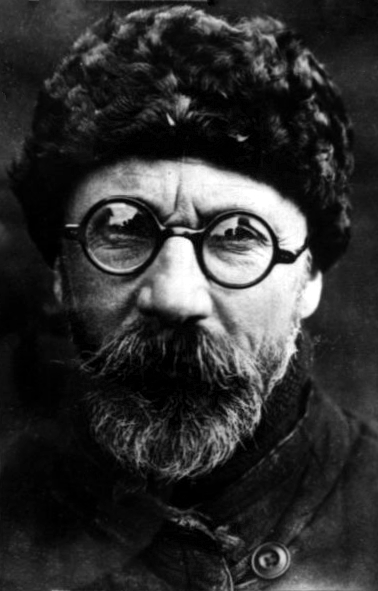
Leonid Alekseevič Kulik

Il mineralogista russo Leonid Alekseevič Kulik credette di identificare il luogo dell'impatto in una foresta abbattuta presso il bacino del fiume Tunguska Pietrosa alle coordinate 60°53′40″N 101°53′40″E. Tra il 1927 e il 1939 Kulik organizzò quattro spedizioni, ma non furono mai trovati né il cratere né altre evidenze dell'impatto. Per iniziativa di Kulik, e sotto la sua direzione, fu realizzata nel 1938, la prima ripresa aerofotografica della zona colpita dalla catastrofe utilizzando l'LZ 127 Graf Zeppelin.

### Tracce di nickel e iridio
Sul luogo identificato come l'origine dell'evento del 1908 sono state organizzate numerose spedizioni scientifiche dal 1950 fino ai nostri giorni. Mediante analisi chimiche è stata rilevata la presenza di polveri con tracce di nichel e iridio.

## Ipotesi sulle cause dell'accaduto

### Ipotesi dell'esplosione di un asteroide

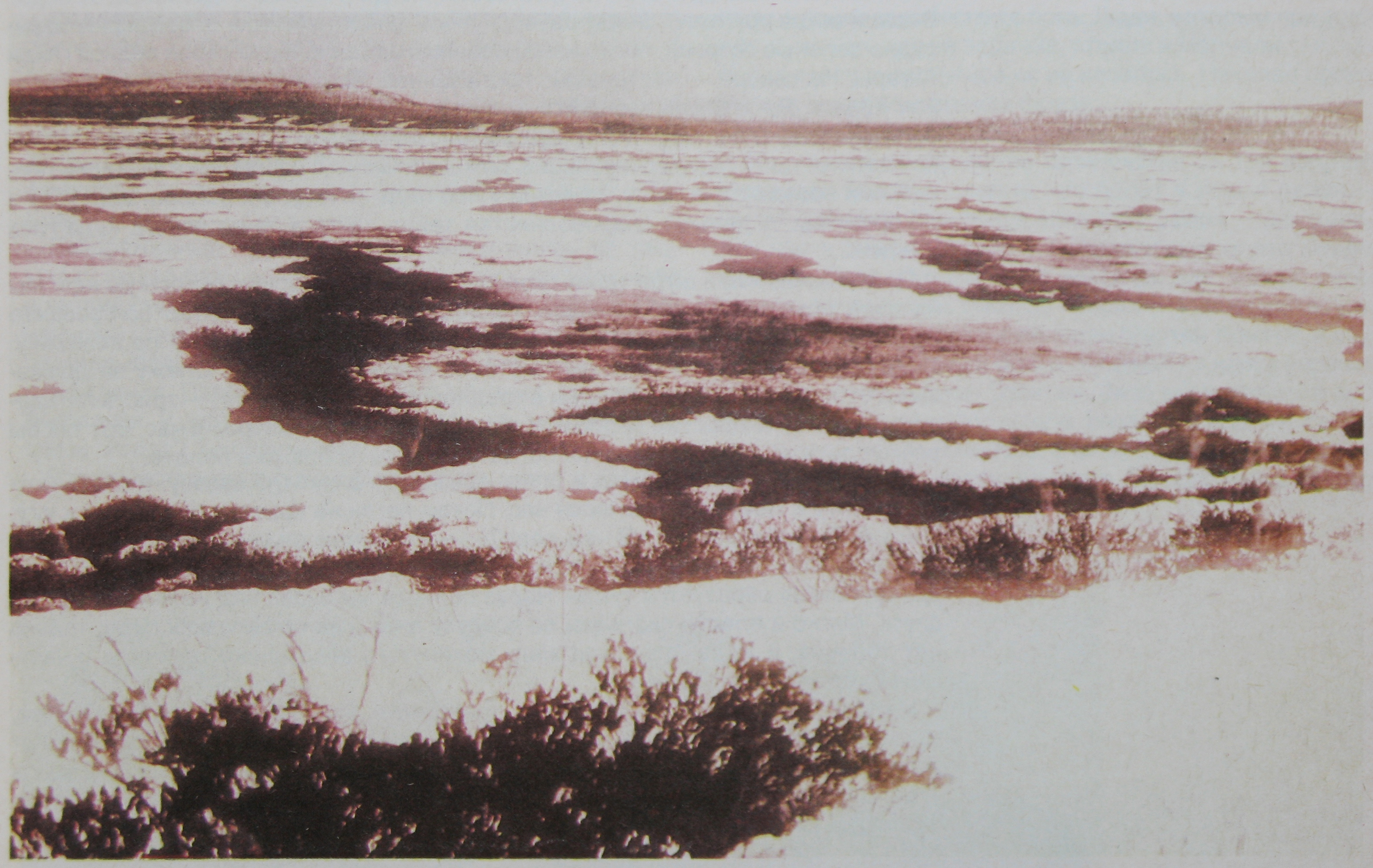
Immagine dell'area paludosa di Tunguska effettuata durante la spedizione del 1927-1930

L'ipotesi più accreditata come causa del fenomeno è l'esplosione di un asteroide sassoso di dimensioni comprese fra i 30 ed i 60 m di diametro che si muoveva a una velocità di almeno 15 chilometri al secondo (54.000 km/h). La deflagrazione del corpo celeste sarebbe avvenuta a un'altezza di 8 chilometri. La resistenza offerta dall'atmosfera può aver frantumato l'asteroide, la cui energia cinetica è stata convertita in energia termica. La conseguente vaporizzazione dell'oggetto roccioso ha causato un'immane onda d'urto che ha colpito il suolo.
Simulazioni più recenti, come quella effettuata da N. A. Artemieva per conto dell'Istituto per la dinamica della geosfera di Mosca, hanno confermato la probabile vaporizzazione dell'asteroide avvenuta 5-10 chilometri sopra Tunguska, mentre nel 2007 Mark Boslough, per conto del Sandia National Laboratories, ha calcolato che l'esplosione fu di circa 3-5 megatoni.
La frequenza media di impatti terrestri con oggetti simili a quello caduto su Tunguska è all'incirca di uno ogni 600 anni, ma meteoroidi entrano nell'atmosfera della Terra dallo spazio ogni giorno, di solito viaggiando a una velocità di oltre 10 chilometri al secondo. Il calore generato dalla compressione dell'aria nella parte anteriore del corpo che viaggia attraverso l'atmosfera è enorme e la maggior parte dei meteoroidi brucia o esplode prima di raggiungere il suolo terrestre. Dalla seconda metà del XX secolo, un attento monitoraggio dell'atmosfera terrestre ha portato alla scoperta che le esplosioni di meteoriti si verificano piuttosto frequentemente. Un meteoroide di pietra di circa 10 metri di diametro può produrre un'esplosione di circa 20 kilotoni, simile a quella della bomba Fat Man, sganciata su Nagasaki. Dati rilasciati dal programma di difesa della US Air Force indicano che tali esplosioni si verificano nell'atmosfera superiore più di una volta all'anno. Eugene Shoemaker ha stimato che tali eventi si verificano circa una volta ogni 300 anni.

#### Modello d'esplosione
L'effetto dell'esplosione sugli alberi vicino all'epicentro dell'esplosione è stato replicato durante i test atmosferici nucleari negli anni 1950 e 1960. Dai test si evince che tali effetti possono essere prodotti da un'onda d'urto derivante solamente da grandi esplosioni. Gli alberi direttamente sotto l'esplosione sono spogli, dato che l'onda d'urto si muove verticalmente verso il basso, mentre gli alberi più lontani sono caduti perché l'onda d'urto viaggia in orizzontale quando raggiunge gli alberi.
Esperimenti sovietici eseguiti a metà degli anni 1960, con l'ausilio di modelli di foreste e alcune piccole cariche esplosive che scivolano verso il basso, hanno prodotto modelli di esplosioni a forma di farfalla, ovvero molto simili a quanto risulta nell'area di Tunguska. Gli esperimenti suggeriscono che l'oggetto si era avvicinato con un angolo di circa 30 gradi rispetto al suolo e 115 gradi da nord ed esplose a mezz'aria.

#### Composizione dell'asteroide
Grazie a una simulazione, alcuni scienziati della NASA e dell'Università del Wisconsin, Christopher Chyba e Kevin Zahnle con Paul J. Thomas, escludono che l'asteroide possa essere stato di natura ferrosa o carbonacea. Nel primo caso, il corpo celeste avrebbe raggiunto il suolo senza frantumarsi; nel secondo caso, la deflagrazione sarebbe avvenuta troppo in alto nell'atmosfera per devastare una zona così ampia di taiga. Per ragioni analoghe e per considerazioni sulla densità, i tre studiosi ritengono improbabile che l'evento di Tunguska sia stato generato da una cometa.

### Ipotesi della cometa
Nel 1930, l'astronomo britannico Fred Lawrence Whipple ha suggerito che il corpo caduto a Tunguska fosse una piccola cometa. Una cometa, essendo composta principalmente da ghiaccio e polvere, avrebbe dovuto essere completamente vaporizzata dall'impatto con l'atmosfera terrestre, senza lasciare tracce visibili. L'ipotesi della cometa è stata ulteriormente supportata dai cieli luminosi (o "notti luminose") osservati in tutta Europa per diverse serate dopo il giorno dell'impatto. L'ipotesi della cometa ha ottenuto un consenso generale tra i ricercatori sovietici dal 1960.
In particolare, nel 1978, l'astronomo Ľubor Kresák ha suggerito che il corpo fosse un frammento della cometa Encke, che è responsabile per la pioggia di meteoriti Beta Tauridi: l'evento di Tunguska ha coinciso con un picco in quella pioggia, e la traiettoria approssimativa del dispositivo di simulazione Tunguska è coerente con quello che ci si aspetterebbe da un tale frammento. È ormai noto che i corpi di questo tipo esplodono a decine o centinaia di chilometri sopra la terra. Satelliti militari hanno osservato queste esplosioni da decenni.
Nel 2008 è stata realizzata una modellazione digitale tridimensionale dell'evento a Tunguska, disegnata da Utyuzhnikov e Rudenko, che secondo gli autori avvalora l'ipotesi della cometa. Secondo i risultati, la materia della cometa si è dispersa nell'atmosfera, mentre la distruzione della foresta è stata causata dall'onda d'urto.
Nel 2009, Kelly et al. hanno sostenuto che il disastro sia stato causato da una cometa, tenuto conto degli avvistamenti di nubi nottilucenti dopo l'impatto, un fenomeno dovuto alla massiccia quantità di vapore acqueo nell'atmosfera superiore. Gli autori avevano confrontato il fenomeno delle nuvole nottilucenti con il flusso di scarico dallo Space Shuttle della NASA Endeavour.
Nel 2010, una spedizione di Vladimir Alexeev, con gli scienziati della Innovazione Troitsk e Nucleare Research Institute (TRINITY), ha utilizzato un radar a penetrazione della terra (Georadar) per esaminare il cratere Suslov presso il sito di Tunguska, stabilendo  che il cratere fu creato dal violento impatto di un corpo celeste. Nella profondità del cratere, costituito da strati di permafrost recente nella parte superiore e da sottostanti strati danneggiati più antichi, furono scoperti frammenti di un corpo celeste. Un'analisi preliminare ha dimostrato che si trattava di un enorme pezzo di ghiaccio frantumatosi al momento dell'impatto.

### Ipotesi alternative
L'evento impressionò profondamente gli ambienti scientifici e letterari russi e ispirò numerose teorie ufologiche, prive di validazione scientifica, che chiamavano in causa varie tecnologie di origine extraterrestre. Ipotesi, molte delle quali fantascientifiche, vennero formulate anche nel resto del mondo e, in quanto pseudoscientifiche, non vengono prese in considerazione dalla comunità scientifica.
Due professori dell'Università del Texas ipotizzarono che l'evento fosse la conseguenza del passaggio di un buco nero di piccolissime dimensioni, che avrebbe attraversato il pianeta "entrando" da Tunguska e "uscendo" dalla parte opposta. Tale ipotesi tuttavia non spiegava in maniera soddisfacente l'evento e poneva ulteriori problemi (ad esempio l'assenza di qualsiasi perturbazione nell'ipotetico punto di uscita) e non trovò consenso nella comunità scientifica.

## Gli studi sul lago Čeko
A partire dal 1991 il dipartimento di fisica dell'Università di Bologna ha intrapreso una serie di spedizioni in Siberia allo scopo di studiare in loco l'evento e raccogliere campioni da analizzare in laboratorio. La spedizione era costituita da esperti in varie discipline, provenienti da varie università italiane e russe.
Essi non confutavano il fatto che il corpo fosse esploso a mezz'aria, ma ritenevano che solo un frammento dalle dimensioni di un metro circa, sopravvissuto all'esplosione, avesse dapprima colpito il suolo e successivamente formato il lago. Le loro ricerche hanno permesso di ricostruire una mappa più dettagliata sull'orientamento centrifugo degli alberi abbattuti e il riconoscimento di anomalie negli anelli di crescita degli alberi in corrispondenza dell'anno 1908. Le ricerche indicherebbero come localizzazione del cratere d'impatto del meteorite il lago Čeko, situato a circa 8 chilometri a nord-ovest dall'epicentro stimato dell'esplosione: la morfologia del lago e la struttura dei sedimenti suggeriscono che questo sia il sito d'impatto di un meteorite. L'analisi sul fondale del lago vicino all'epicentro stimato, condotta mediante l'uso di un sonar, ha rilevato una forma a cono che può essere riconducibile al cratere. Carotaggi effettuati sul fondale del lago indicano un'anomalia nei depositi sedimentari del terreno databile attorno al 1908, con una percentuale di minerali non coerente con il resto del territorio. Tale ipotesi è stata confermata inoltre da un piccolo batiscafo che ha potuto osservare il fondale, osservando gli alberi distrutti dall'esplosione.
I risultati della ricerca del 2009 condotta da Gasperini e altri ricercatori sono stati pubblicati sul sito Internet dell'Università di Bologna. Dopo aver prelevato e studiato alcuni reperti, si è trovata anche la presenza di materiale organico; ciò contribuisce all'ipotesi che tale lago si sia formato contemporaneamente all'evento di Tunguska.
Nel 2017, ulteriori analisi effettuate da ricercatori russi, hanno confutato la teoria secondo cui il lago Čeko è stato creato dall'evento di Tunguska. Le ricerche hanno usato la ricerca sul suolo per determinare che il lago ha 280 anni o anche molti di più; in ogni caso chiaramente più antico dell'evento di Tunguska. Analizzando il fondale del lago Čeko, è stato identificato uno strato di contaminazione da radionuclidi durante i test nucleari della metà del XX secolo a Novaja Zemlja.
La profondità di questo strato ha dato un tasso di sedimentazione medio annuo compreso tra 3,6 e 4,6 mm l'anno. Questi valori di sedimentazione sono inferiori alla metà di 1 cm/anno calcolato da Gasperini nella loro pubblicazione del 2009 sulla loro analisi del fondale del lago Čeko nel 1999. Gli scienziati russi nel 2017, hanno contato almeno 280 di tali varve annuali nel campione di fondale lungo 126 cm estratto dal fondo del lago, il che suggerisce un'età del lago più antico dell'evento di Tunguska.
Inoltre, ci sono problemi con la fisica dell'impatto: è improbabile che un meteorite sassoso del giusto intervallo di dimensioni abbia la forza meccanica necessaria per sopravvivere al passaggio atmosferico intatto, e che tuttavia mantenga una velocità abbastanza alta da scavare un cratere di quelle dimensioni una volta raggiunta la superficie della Terra.

## Testimoni oculari
Di quel giorno e di tale avvenimento sono state raccolte alcune storie di testimoni oculari, ognuno dei quali descrive l'evento dal suo punto di vista:
- Il quotidiano Sibir del 2 luglio 1908[40].
- Il quotidiano Siberian Life del 27 luglio 1908[41].
- Il quotidiano Krasnoyaretz del 13 luglio 1908[42].
- Un testimone di Chuchan appartenente alla tribù di Shanyagir, rilasciata a I. M. Suslov nel 1926[43].
- Semen Semenov rilasciò la sua dichiarazione direttamente a Leonid Kulik, durante la sua spedizione nel 1930[8].

## Influenza culturale
L'evento di Tunguska ha alimentato una ricca letteratura pseudoscientifica viva ancor oggi: attorno alle cause sono state avanzate numerose ipotesi implicanti gli UFO, l'antimateria, i buchi neri o altri fenomeni mai dimostrati. C'è persino l'ipotesi che l'evento sia stato causato dall'attivazione della Wardenclyffe Tower di Nikola Tesla.
Le ipotesi letterarie più popolari furono quelle del famoso scrittore e scacchista Aleksandr Kazancev il quale, nel romanzo Pylajuščij ostrov (L’isola in fiamme, 1941) descrive l’incidente di un’astronave aliena in fase di atterraggio sulla Terra. Kazantsev è poi ritornato altre volte sul tema, in particolare nei racconti "Il visitatore sconosciuto" (Гость из космоса, 1951; lett. "L'ospite dal cosmo") e "Il marziano" (Марсианин, 1958), questi ultimi pubblicati anche in Italia, in appendice a "Elephas Sapiens", Galassia 28, Casa Editrice La Tribuna, 1963. In particolare, Kazantsev (che è sempre stato un convinto sostenitore del paleocontatto) cita Kulik e le varie spedizioni scientifiche organizzate nel corso degli anni e spiega che l'evento è connesso a marziani in viaggio tra il pianeta rosso, Venere e la Terra. Riesce a mettere in correlazione il tragitto dei visitatori con le opposizioni planetarie (che avrebbero reso agevole il viaggio nello spazio) e ad alcuni strani fenomeni (lampi di luce e segnali radio) osservati sulla superficie di Marte nel corso degli anni successivi: «E, durante l'opposizione di quell'anno [1924, n.d.r.], molti apparecchi radio ricevettero strani segnali. Si fece un gran parlare di questi messaggi radio provenienti da Marte. Molti dissero che si trattava di uno scherzo di Marconi, ma Marconi negò». I fratelli Strugatskij, nel loro Lunedì inizia sabato, fanno il verso in chiave ironica alle teorie di Kazantsev immaginando che l'evento sia collegato a un'astronave aliena in fase di decollo, con l'equipaggio assalito dalle temibili zanzare siberiane.
Fumetti
- Assassin's Creed: The Fall, Ed. UbiWorkshop
- Hellboy, Ed. Magic Press, vol. 7
- Alfredo Castelli, Martin Mystère, Ed. Sergio Bonelli, Tunguska! (22/01/1984), Morte nella taiga (23/02/1984) e Viaggio nel futuro (24/03/1984)
- Incubo, Ed. Marvel Comics, 2004-2005
- PK - Paperinik New Adventures, albo Agdy Days
- Nemrod, n. 8 Shaman!
- RASL di Jeff Smith, in RASL Book Two (2018), editore originale: Cartoon Books, edizione italiana BAO Publishing.
- Topolino, n. 2167
- Transformers: Rising Storm n. 2

Cinema e televisione
- Soyux 111 Terrore su Venere, regia di Kurt Maetzig (1960)
- Stalker, regia di Andrej Tarkovskij (1979)
- Ghostbusters, regia di Ivan Reitman (1984)
- X-Files, quarta stagione, ottavo e nono episodio Tunguska (1997)
- Lupin III - Un diamante per sempre, regia di Jun Kawagoe (2003) - Film TV
- Hellboy, regia di Guillermo Del Toro (2004) - nel Director's Cut
- Indiana Jones e il regno del teschio di cristallo, regia di Steven Spielberg (2008)
- Doctor Who - In the forest of the Night, regia di Frank Cottrell-Boyce (2014) - Serie TV
- T・P BON, adattamento animato del manga Time Patrol Bon di 	Fujiko Fujio (2024) - Serie TV

Narrativa
- Aleksandr Kazancev, L'isola in fiamme (Пылающий остров, 1941), romanzo
- Aleksandr Kazancev, Il visitatore sconosciuto (Гость из космоса, lett. L'ospite dal cosmo, 1951), racconto
- Aleksandr Kazancev, Il marziano (Марсианин, 1958), racconto
- Stanisław Lem, Il pianeta morto (Astronauci, 1951)
- Arkadij e Boris Strugackij, Lunedì inizia sabato (Понедельник начинается в субботу, 1964)
- Thomas Pynchon, Contro il giorno (Against the day, 2006)
- Dan Abnett, Primeval Extinction Event (2009)
- Scott Westerfeld, Goliath (Goliath, 2011)

Musica
- Tungüska - Tunguska (2000)
- Alan Parsons, Return to Tunguska (2004)
- Fanfarlo, Tunguska (2006)
- Metallica, All Nightmare Long (2008)

Videogiochi
- Assassin's Creed 2
- Call of Duty: World at War
- Crysis 2
- Destroy All Humans 2
- Red Dead Redemption 2
- Resistance: Fall of Man
- Secret Files: Il mistero di Tunguska
- Syberia II
- Tesla Effect: A Tex Murphy Adventure
- Fate/Grand Order[46]

Armi
- 2S6 Tunguska

L'evento di Tunguska ha assunto, inoltre, nel tempo rilevanza mondiale. La data del 30 giugno, giorno dell'evento di Tunguska, è stata scelta per celebrare, a livello internazionale, la giornata mondiale degli asteroidi.
L'evento viene menzionato nell'episodio 4x08 della serie televisiva X-Files e nel film Ghosbuster Legacy del 2021.